# Proctoporus lacertus
Espèce
Synonymes
- Oreosaurus lacertus Stejneger, 1913

Proctoporus lacertus est une espèce de sauriens de la famille des Gymnophthalmidae.

## Répartition
Cette espèce est endémique de la région de Cuzco au Pérou. Elle se rencontre entre 2 800 et 4 019 m d'altitude.

## Publication originale
- Stejneger, 1913 : Results of the Yale Peruvian Expedition of 1911. Batrachians and Reptiles. Proceedings of the United States National Museum, vol. 45, no 1992, p. 541-547 (texte intégral).